# Альдеарда д’Оне
Альдеарда (Хильдегарда) д’Оне  (фр. Aldéarde d’Aulnay, около 935 — 1020) — третий ребёнок и единственная дочь виконта Каделона II д’Оне (915/20-987) от 1-й жены Сенегунды де Марсильяк.

## Биография
Будучи в браке с виконтом Гербертом I де Туар, основала церковь в 971 году.
В 980 году стала жертвой ревности жены своего любовника, герцога Аквитании Гильома IV Железнорукого. Эмма де Блуа, встретив её на прогулке верхом, сначала попыталась затоптать соперницу копытами лошади, а затем велела мужчинам своей свиты изнасиловать Альдеарду. По легенде, Эмма приказала выколоть ей глаза.

## Семья и дети
1-й муж: (с 956 года) Герберт I де Туар (ум. 988), виконт де Туар. Имели пять сыновей:
- Эмери III  (ум. до 1000), виконт де Туар;
- Савари III , виконт де Туар;
- Рауль I  (ум. 1014/1015), виконт де Туар;
- Тибо;
- Жоффруа.

2-й муж: (до 13 мая 988 года) как вторая жена Арно I Манцера (ум. 989/991), графа Ангулема. Детей не было.